# کیتی کاکس
کیتی کاکس (انگلیسی: Katie Kox؛ زاده ۱۷ دسامبر ۱۹۸۵) یکی از بازیگران پورنوگرافی اهل ایالات متحده آمریکا است.